# Tasiocera (Tasiocera) longiana
Tasiocera (Tasiocera) longiana is een tweevleugelige uit de familie steltmuggen (Limoniidae). De soort komt voor in het Australaziatisch gebied.